# 阔阔台 (平章政事)
阔阔台（?—?），元朝大臣，元文宗时中书平章政事。
致和元年（1328年）九月，元文宗即位，阔阔台由大都留守转任中书省平章政事，至顺元年（1330年）。阔阔台担任知枢密院事，兼大都（今北京市）留守。